# Musée d'Art Fujita

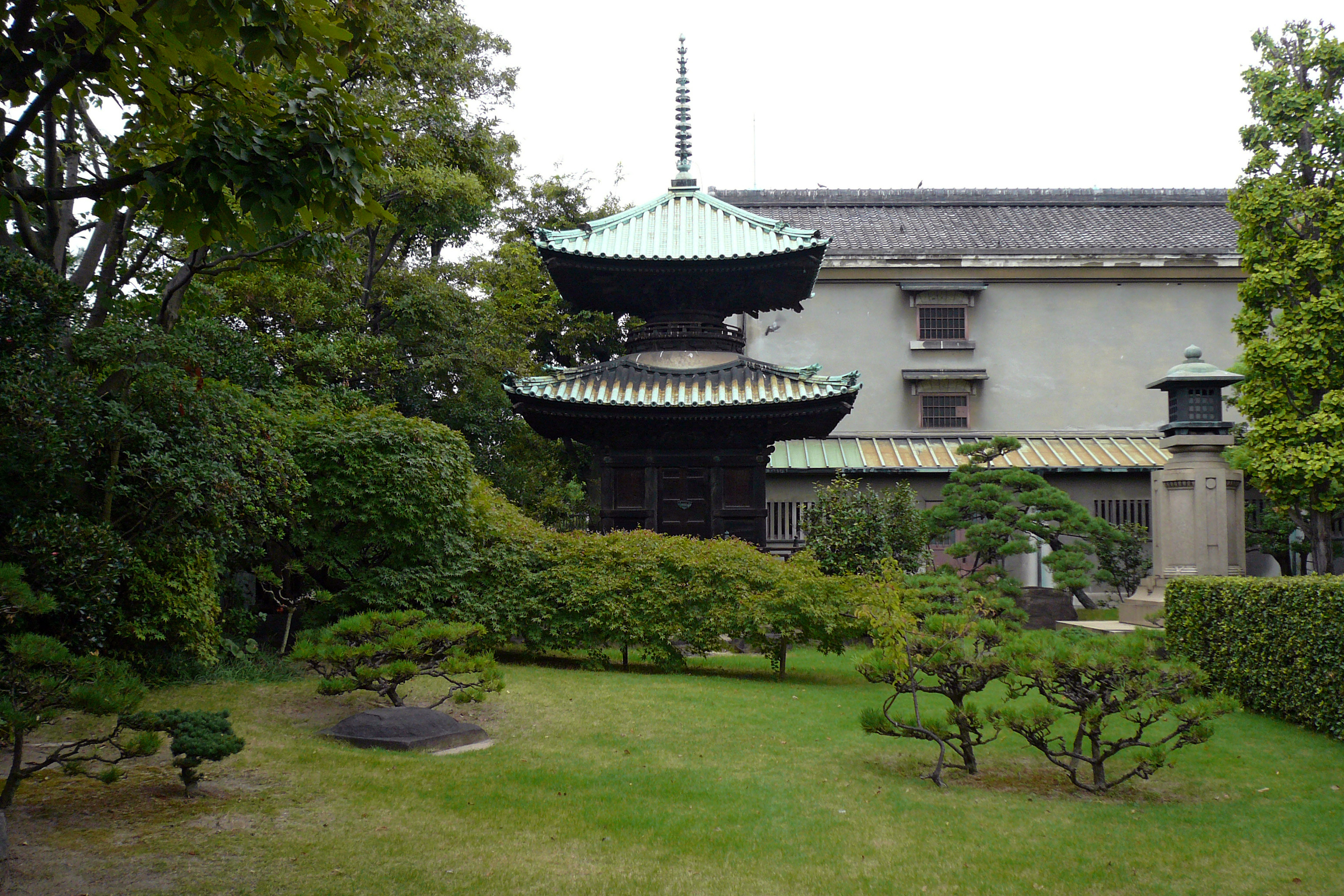
Cour, pagode à un étage, pavillon (arrière).

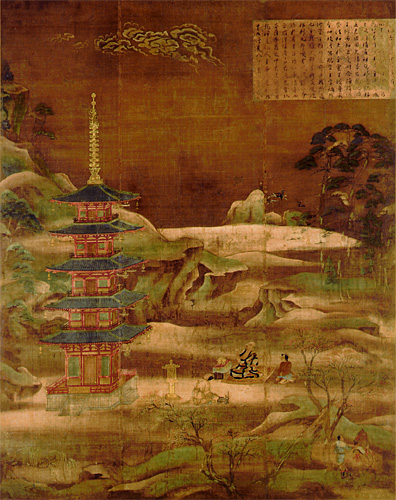
Une des « Réceptions Divinement Inspirées des Deux Grands Sutras ». Deux rouleaux suspendus, 177.8 × 141.8 cm. Couleur sur soie.

Le musée d'art Fujita (藤田美術館, Fujita Bijutsukan) est une des plus grandes collections privées de la région du Kansai. La collection de 2000 objets a été constituée par Fujita Denzaburō et ses descendants, et installée dans un entrepôt sur la propriété familiale à Osaka.
En mars 2017, une partie des collections chinoises a été mise en vente par Christie's pour plus de 262 millions de dollars; les revenus serviront à construire une nouvelle annexe au musée.
Ouverte au public en 1954, la collection héberge des peintures chinoises et japonaises, des calligraphies, des sculptures, des céramiques, des laques, des tissus, des œuvres en métal et des objets destinés à la cérémonie du thé.
Le musée possède notamment un bol "Yohen Tenmoku", qui est un trésor national.

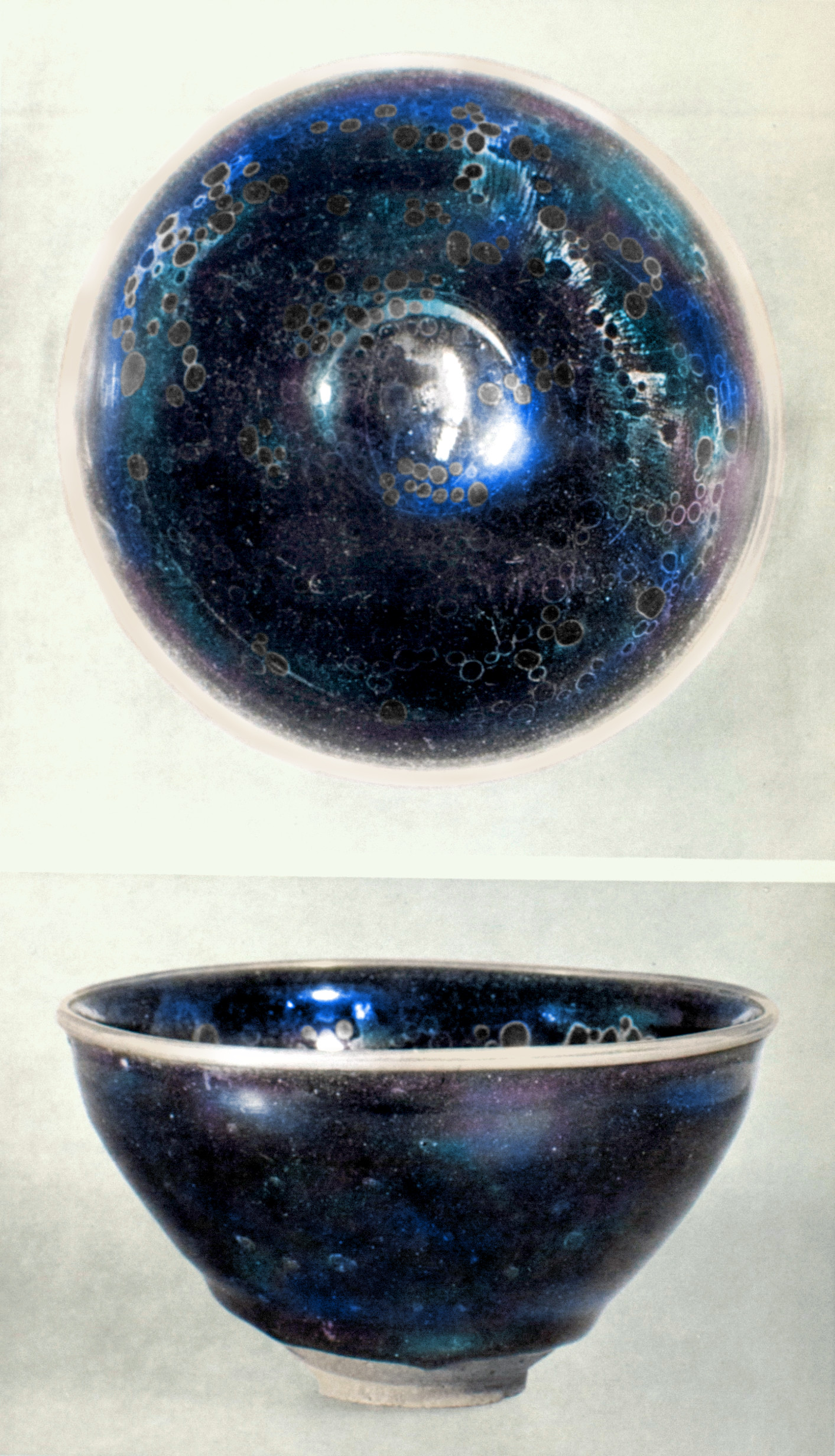
Bol Yohen Tenmoku du Musée d'Art Fujita.

Les peintures japonaises comprennent des rouleaux des XIIIe et XIVe siècles tels qu'un des Rouleaux enluminés du journal intime de Murasaki Shikibu et la Biographie illustrée de Xuanzang (tous deux trésors nationaux du Japon), ainsi que des peintures des seize rakan par Takuma Eiga. La section de la céramique japonaise, en grande partie constituée d'objets de la cérémonie du thé, est variée et comprend des bols à thé de Chōjirō Nonomura Ninsei, ainsi que des plats carrés par Kōrin et Kenzan.

## Sources
- (en) Cet article est partiellement ou en totalité issu de l’article de Wikipédia en anglais intitulé « Fujita Art Museum » (voir la liste des auteurs).